# Zetrene
Lo zetrene (nome sistematico: dibenzo[de,mn]naftacene) è un idrocarburo policiclico aromatico con 6 anelli benzenici condensati e 24 elettroni π,  avente formula molecolare C24H14. Lo zetrene si può considerare come derivante dalla fusione di due unità fenaleniche, oppure come due unità naftaleniche connesse da un'unità butadienica in conformazione transoide (s-trans). Secondo la regola di Clar, le due unità naftaleniche esterne sono effettivamente aromatiche, mentre non sono aromatici i due anelli centrali.
Lo zetrene è un solido rosso scuro di stabilità limitata, al contatto con l'aria e alla luce si altera decolorandosi. Soluzioni in benzene sono di colore rosso, e mostrano una fluorescenza arancione. Lo zetrene e i suoi derivati hanno attratto l'interesse dei ricercatori per le loro proprietà ottiche, elettroniche e magnetiche, dovute alla facilità di formazione di specie diradicaliche.

## Sintesi
Il composto fu ottenuto per la prima volta da Erich Clar nel 1955, a partire dall'acenaftene o dal crisene. Successivamente, nel 1968 Mitchell e Sondheimer prepararono il composto da un derivato del [10]annulene:
| Zethrene synthesis 1968 Sondheimer      |
| Sintesi dello zetrene (Sondheimer 1968) |

In soluzione benzenica lo zetrene mostra un massimo di assorbimento nella luce visibile a 544 nm (42.900 cm−1).
In seguito sono state pubblicate altre metodologie di sintesi e sono state sviluppate numerose strategie per stabilizzare il composto aggiungendo sostituenti allo scheletro di base.

## Struttura
Lo zetrene cristallizza nel sistema monoclino, gruppo spaziale P21/c, con costanti di reticolo a = 1161,45 pm, b = 542,60 pm, c = 1135,20 pm, α = γ = 90°, β = 90,76°, due unità di formula per cella elementare. La molecola risulta planare. Le lunghezze dei legami nella parte centrale della molecola si alternano con differenze di lunghezza nell'intervallo (7,0-11,6 pm) consistenti con la presenza di legami singoli e doppi distinti e localizzati. Questo conferma che i due anelli centrali non sono aromatici, in accordo con le previsioni della regola di Clar.